# Belinda Bauer (écrivain)
Pour les articles homonymes, voir Belinda Bauer et Bauer.
Belinda Bauer, née le 24 décembre 1962 en Angleterre, est une journaliste, scénariste et écrivaine britannique, auteure de roman policier, mise en lumière grâce à son premier roman intitulé Sous les bruyères (Blacklands), lauréat du Gold Dagger Award en 2010.

## Biographie
Belinda Bauer grandit en Angleterre et en Afrique du Sud. Elle s'installe à Cardiff où elle travaille comme journaliste et scénariste pour la BBC. Elle publie en 2009 son premier roman, Blacklands (Sous les bruyères) avec lequel elle remporte le Gold Dagger Award en 2010. Elle a depuis publié trois autres romans. En France, ses livres sont publiés chez Fleuve noir et 10/18.

## Œuvre

### Romans

#### SérieJonas Holly
- Darkside (2011) Publié en français sous le titre L'Appel des ombres, Paris, Fleuve noir, 2012, réédition Paris, 10/18, coll. Domaine policier no 4706, 2013.
- Finders Keepers (2012) Publié en français sous le titre Le Voleur d'enfants tristes, Paris, Fleuve noir, 2013, réédition Paris, 10/18, coll. Domaine policier no 4784, 2014.

#### Autres romans
- Blacklands (2009) Publié en français sous le titre Sous les bruyères, Paris, Fleuve noir, 2009, réédition Paris, 10/18, coll. Domaine policier no 4418, 2011.
- Rubbernecker (2013) Publié en français sous le titre Cadavre 19, Paris, Fleuve noir, 2014, réédition Paris, 10/18, coll. Domaine policier no 4960, 2015.
- The Facts of Life and Death (2014)
- The Shut Eye (2015)
- The Beautiful Dead (2016)
- Snap (2018)Publié en français sous le titre Arrêt d'urgence, Éditions Belfond, collection Belfond Noir, 2020
- Exit (2021)
- The Impossible Thing (2025)

### Scénario
- 2001 : Happy Now, film anglais de Philippa Cousins.

## Récompenses notables
- Gold Dagger Award : 2010 : Blacklands.